# Luciano Fabro
Pour les articles homonymes, voir Fabro (homonymie).

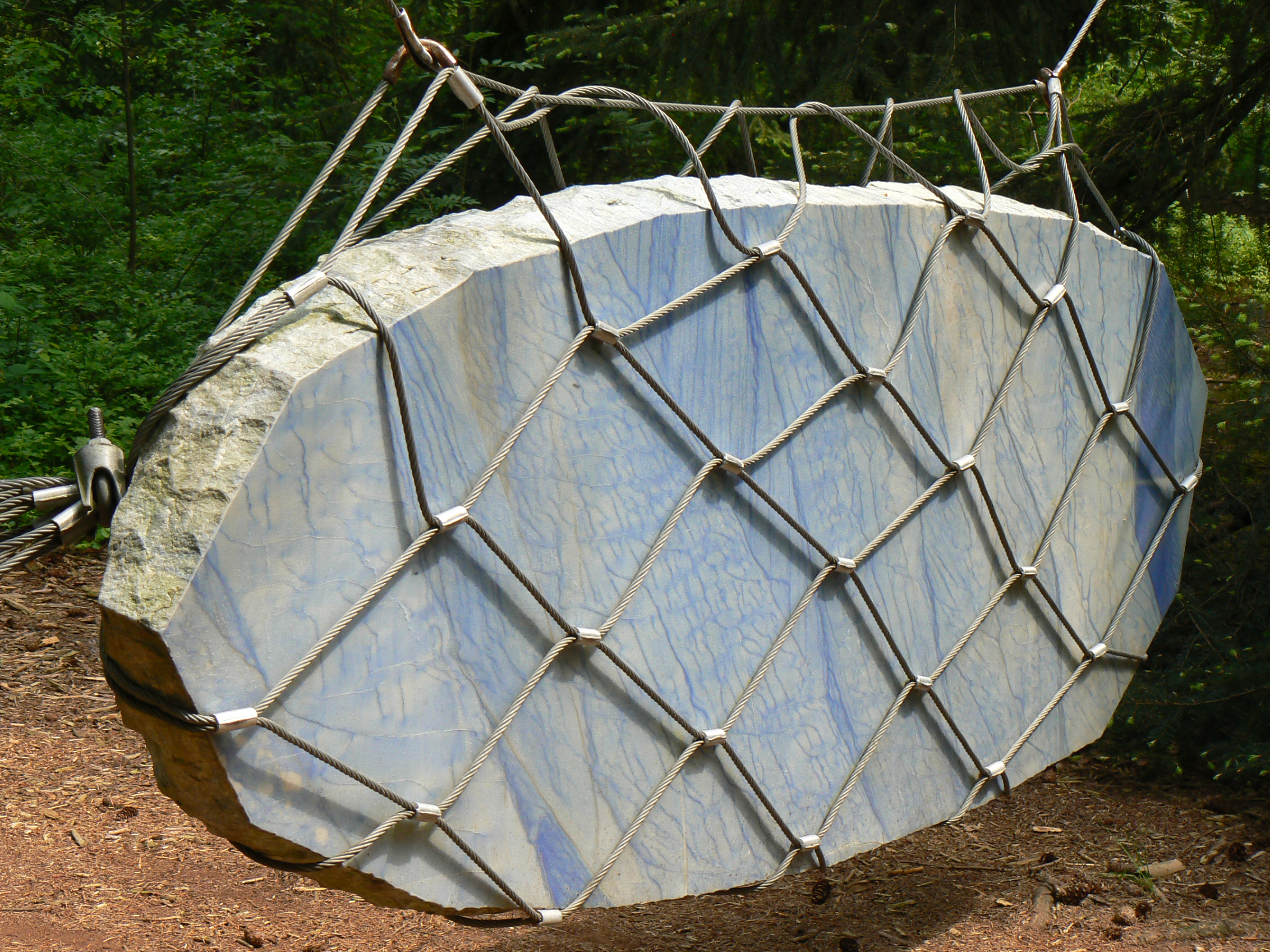
La doppia faccia del cielo (1986).

Luciano Fabro, né le 20 novembre 1936 à Turin et mort le 22 juin 2007 à Milan, est un artiste contemporain italien, associé au mouvement artistique Arte Povera.

## Biographie
Luciano, de son vrai nom Marcelino Fabro, est un très grand amateur de peintures, d'art contemporain depuis son plus jeune âge. Il bricole sans cesse des vieilles affaires pour en faire des chefs-d'œuvre. Sa première œuvre est Carte d'Italie, réalisée avec une vieille carte de son père.

## Démarche
Luciano Fabro élargit l'idée de tableau à l'espace par ce qu'il appelle lui-même concetto spaziale (« concept spatial »). Avant d’être un espace de représentation, une surface et des images, le tableau peut être un espace concret. Luciano Fabro rejoint en cela une certaine voie de la modernité italienne qui, issue du Futurisme, relie Umberto Boccioni, Lucio Fontana, Francesco Lo Savio et certains artistes de l’Arte Povera, groupe auquel il fut dès l’origine associé. À l’instar de ces derniers, c’est désormais hors du tableau qu’il propose plusieurs formulations plastiques originales permettant au visiteur d’éprouver ce « sens de l’espace » qu’il définit dans les années 1960.

## Œuvres
Il représente l'Italie à la Biennale de Paris en 1975 avec Latin-Lover et Couronne de plomb. Dans La double face du ciel (1988) il propose des environnements et montre le spectacle du vide pour « sentir, toucher, reconstruire ». Il n'utilise ni toile ni pinceau, ni crayon. Il n'a pas non plus d'atelier. Il use indifféremment de matières brutes, banales ou nobles, contemporaines ou classiques, très simplement assemblées et envisagées dans leur rapport avec l'espace.